# Synagoga w Błaszkach
Synagoga w Błaszkach – synagoga, która znajdowała się w Błaszkach, w województwie łódzkim.
Została zbudowana w XIX wieku. W 1939 podczas okupacji niemieckiej została zdewastowana przez nazistów. Po 1945 budynek bóżnicy przebudowano na mleczarnię.